# Mario Power Tennis
Mario Power Tennis es un videojuego de deportes desarrollado por Camelot Software Planning y publicado por Nintendo. Es la secuela del título de Nintendo 64 Mario Tennis y es el cuarto juego de la serie homónima. Power Tennis se lanzó para GameCube en Japón y Norteamérica a finales de 2004, y en las regiones PAL a principios de 2005. El juego fue adaptado para Wii en 2009 como parte de la serie New Play Control!, y también se relanzó como título de Nintendo Selects en 2012. Un juego portátil complementario, Mario Tennis: Power Tour, también se lanzó en Game Boy Advance casi al mismo tiempo que el lanzamiento original de GameCube, con el mismo título que Power Tennis en Europa.
Power Tennis incorpora múltiples personajes, temas y ubicaciones de la serie Mario. El juego incluye partidos de tenis estándar, pero contiene variantes que presentan diferentes formatos de puntuación y objetivos. Otras variantes incluyen canchas «Gimmick», áreas temáticas con componentes y propiedades que afectan directamente al juego. El juego tiene diez y ocho personajes jugables, cada uno categorizado por su estilo de juego y cada uno con un par de movimientos únicos conocidos como «Power Shots». Power Tennis se desarrolló simultáneamente con Mario Golf: Toadstool Tour, y ambos compartieron tecnología y conceptos similares durante la producción. Tales similitudes incluyen un énfasis en el tema de Mario en personajes y escenarios, así como modos de juego alternativos como «Ring Shot».
La versión de GameCube fue recibida positivamente en general, logrando una puntuación total del 81 por ciento en GameRankings y 80 sobre 100 en Metacritic. Los críticos elogiaron la profundidad y variedad del juego, pero criticaron las animaciones de Power Shot, que no se podían omitir. La versión de Wii, por el contrario, recibió una reacción más variada, con elogios por los gráficos y el modo multijugador, pero críticas por sus controles de movimiento. En 2010, se incluyó como uno de los juegos en el libro 1001 videojuegos a los que hay que jugar antes de morir.

## Jugabilidad

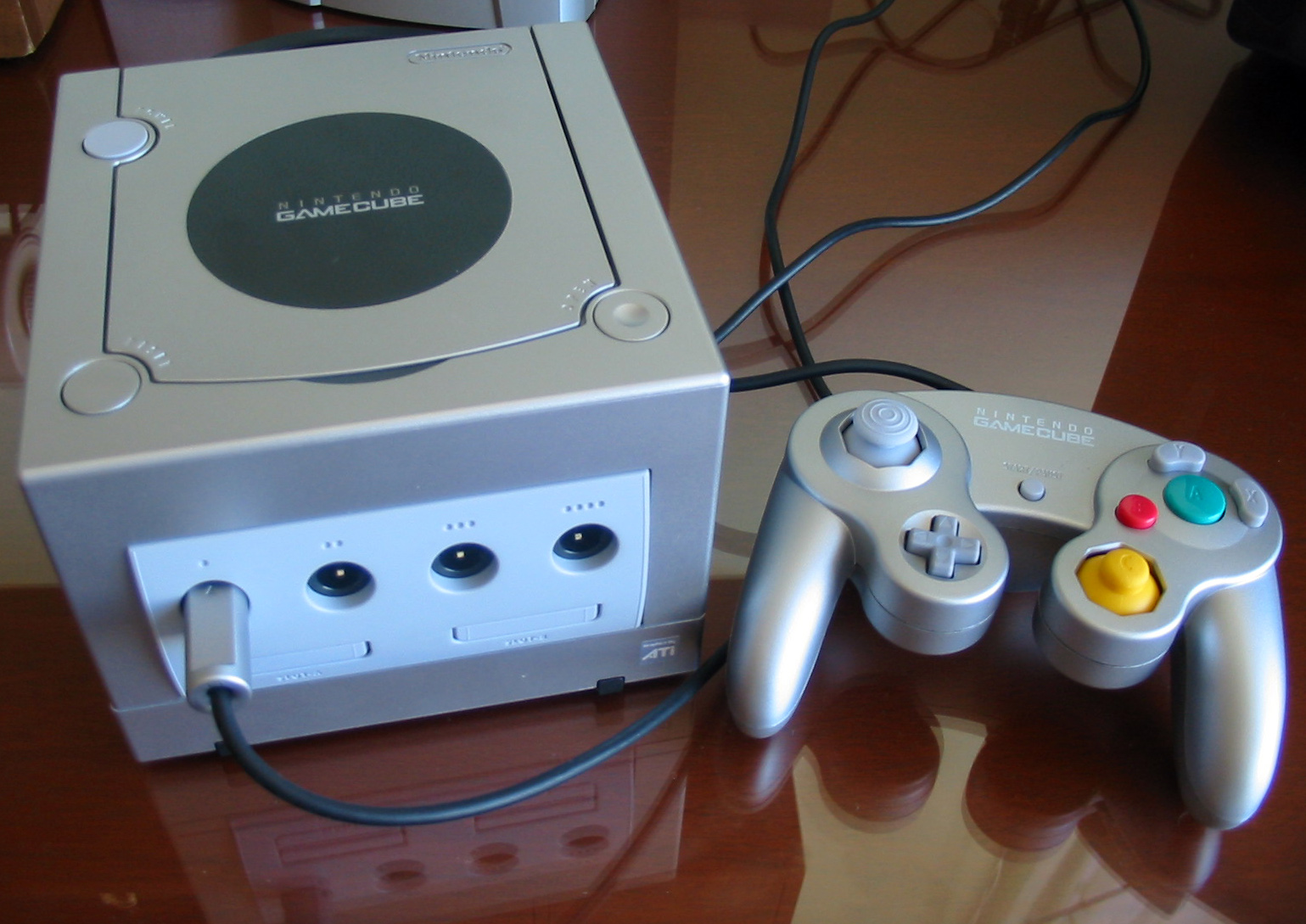
Mario Power Tennis debutó en Japón a finales de 2004, lanzado por Nintendo para la consola Nintendo GameCube (en la imagen)

Mario Power Tennis incluye variaciones de partidos de tenis que constan de personajes, canchas y escenarios basados en la serie Mario. La gama de canchas incluye los tres tipos estándar de pistas de tenis, pero se compone predominantemente de aquellas con temas de juegos de la serie, conocidas como «Gimmick». Además de adoptar el estilo estéticamente, estos presentan elementos temáticos que influyen en cómo se jugará el partido en esa superficie, como los fantasmas en la cancha de Luigi's Mansion, que dificultan el movimiento cuando el personaje entra en contacto físico con ellos. Aunque está disponible el tenis estándar, se pueden jugar variantes del deporte que adoptan diferentes reglas y métodos de victoria. «Ring Shot» implica que el jugador gane puntos golpeando la pelota a través de aros de diferentes tamaños, y la cantidad de puntos depende de la dificultad del tiro. El jugador adquiere puntos cada vez que realiza un tiro ganador siguiendo las reglas estándar; el partido se gana una vez que se iguala o supera el número predeterminado de puntos. Un modo similar, «Item Battle», involucra a los personajes que usan elementos basados en el universo de Mario para interferir con el juego de los demás y obtener una ventaja. El modo central del juego es el «Tournament Mode», que comprende un conjunto de eventos con dificultad acumulativa. Este conjunto de eventos debe finalizar con éxito para desbloquear personajes jugables. Este modo se puede completar en «dobles» o «individuales» y se divide en canchas de trucos y canchas estándar. Una alternativa a estos son los «Special Games», en los que el jugador intenta alcanzar un objetivo relacionado con el tenis en una cancha de trucos. Estos juegos especiales vienen en múltiples formas, incorporando temas de juegos anteriores de Nintendo, como «Tic-Tac-Glow», que requiere que el jugador golpee bolas de agua para liberar Shine Sprites atrapados en la tierra, una referencia a Super Mario Sunshine. Power Tennis admite la opción de modo multijugador para cuatro jugadores, a la que se puede acceder durante el «Exhibition Mode», el modo de juego estándar donde el jugador puede elegir a sus oponentes y las condiciones del partido. Dichas opciones incluyen la dificultad del oponente, la cancha utilizada y la cantidad de juegos y sets necesarios para ganar el partido.
Power Tennis presenta diez y ocho personajes jugables, todos los cuales derivan de la franquicia Mario. Muchos personajes, como Wario, ya habían aparecido en el predecesor del juego y en varios otros derivados, mientras que esta fue la primera aparición de Wiggler como personaje jugable. Todos los personajes se clasifican en seis grupos que reflejan su estilo de juego: general, técnico, potente, veloz, defensivo y astuto. Inherente a cada personaje hay un conjunto de dos movimientos únicos conocidos como «Power Shots». Estos poderosos movimientos, que van acompañados de una animación cada vez que se activan, incorporan las cualidades específicas del personaje. Solo se pueden activar ocasionalmente durante el partido, pero generalmente resultarán en defender o anotar un punto, dependiendo del tipo de tiro elegido. Los movimientos genéricos del tenis, como cortes, dejadas y globos, se pueden aplicar en cualquier momento del partido.

## Desarrollo
Power Tennis fue desarrollado por Camelot Software Planning, con un equipo de aproximadamente treinta personas, encabezado por los hermanos Hiroyuki y Shugo Takahashi. El juego se presentó por primera vez en una edición de 2002 de la revista japonesa Famitsu, y luego en la conferencia E3 de 2004. Antes del lanzamiento, los hermanos discutieron múltiples procesos de desarrollo en una entrevista con Famitsu. Camelot había estado trabajando en una versión anterior de Mario Tennis para GameCube, pero suspendió el proyecto y comenzó de nuevo utilizando ideas y tecnología de Mario Golf: Toadstool Tour, que se estaba desarrollando simultáneamente con el juego. Shugo notó que el original habría sido más serio y contendría una jugabilidad más profunda, pero con menos trucos «al estilo Mario». También hubo voluntad de no actualizar los gráficos sólo sin explorar avances en los conceptos y la jugabilidad, lo que, según Hiroyuki, sería «inaceptable para un juego de Mario». Debido al éxito de su predecesor, los hermanos sintieron la presión de hacer un juego que fuera original y que no pareciera demasiado similar a su predecesor a primera vista.
Tras el lanzamiento, IGN entrevistó a Hiroyuki sobre el desarrollo del título. Reveló que Camelot había recibido cooperación de Nintendo en relación con la actuación de voz y la animación, lo que Takahashi afirmó que «contribuyó bastante a la mejora de los gráficos del juego». Takahashi procedió a explicar por qué los elementos de juego de rol que estaban presentes en Mario Tennis fueron excluidos de Power Tennis, afirmando que sentía que eran más adecuados para la «experiencia profunda para un jugador» presente en las consolas portátiles. Con respecto a las canchas temáticas, explicó que los conceptos fueron concebidos durante largas sesiones de lluvia de ideas, con canchas seleccionadas que recordarían a los jugadores los juegos más antiguos de Mario y presentarían a los nuevos que tal vez no hayan jugado. Cuando se le preguntó sobre las dificultades en el desarrollo, Takahashi destacó el esfuerzo utilizado en la realización de las secuencias iniciales, el desarrollo de los Special Games y las animaciones, lo que causó problemas para cumplir con el cronograma. Aunque hubo especulaciones sobre las capacidades en línea antes del lanzamiento, Takahashi se abstuvo de hacer que fuera compatible en línea por temor a problemas de retraso, afirmando: «No creo que puedas jugar un juego de tenis en línea en el entorno actual de Internet y sentirte satisfecho».
Nintendo colaboró con la Lawn Tennis Association en 2005 para promover Power Tennis en el Reino Unido. La promoción incluyó muestras in situ y la marca oficial de Nintendo en varios eventos de tenis como Wimbledon. La revista ACE de la LTA publicitó Power Tennis y presentó competiciones que ofrecían el juego como premio. Nintendo también publicó un cuestionario en línea sobre los hábitos y preferencias de los jugadores en relación con el tenis como parte de su campaña Who Are You?. Nintendo anunció en 2008 que volverían a lanzar el título como parte de su selección New Play Control!, que cuenta con controles adicionales de Wii. El juego se puede controlar usando el Wiimote y el accesorio Nunchuk opcional, lo que permite al jugador activar acciones como golpes de derecha y de revés balanceando el control remoto como una raqueta de tenis. Fue lanzado el 15 de enero de 2009 en Japón y en marzo en otros países. Posteriormente fue relanzado en Norteamérica el 10 de junio de 2012, junto con Pikmin 2 como títulos de Nintendo Selects.

## Recepción
La versión para GameCube de Mario Power Tennis disfrutó de una recepción generalmente positiva, y los críticos elogiaron la variedad de juegos y los múltiples minijuegos disponibles. GameSpot lo nombró «Mejor juego de deportes alternativos» en 2004 en todas las plataformas. Raymond Padilla de GameSpy elogió el uso de personajes y las categorías de jugadores, afirmando que «cuando lo pones todo junto, tienes un amplio elenco de personajes, cada uno de los cuales ofrece una sensación diferente». A pesar de esto, los tribunales de trucos fueron calificado por Matt Casamassina como una «distracción» y «molestia», aunque reconoció que algunos eran mejores que otros. Además, Michael Cole de Nintendo World Report pensó que la mayoría de los jugadores volverían a las canchas estándar «después de ser “derrotados injustamente” por fantasmas, pintura o alguna otra trampa». Tom Bramwell de Eurogamer acogió con agrado el estilo de Power Tennis, que según él enfatizaba la jugabilidad sobre simulación y realismo. Al comparar el juego con su predecesor, los críticos elogiaron a Power Tennis por incorporar la franquicia de Mario en los diferentes escenarios y canchas.
Las características de juego introducidas en recibieron una respuesta mixta. IGN notó que los Special Games variaban en calidad entre los diferentes juegos, y Casamassina comentó que «ciertamente no hacen ni deshacen la experiencia». Fueron elogiados por agregar estrategia y carácter, aunque Ryan Davis de GameSpot comentó que «hubiera sido bueno si pudieras saltarte las animaciones y mantener los movimientos salvajes». En general, los modos multijugador eran más populares que los de un solo jugador, con la inteligencia artificial «predecible y básica» contribuyendo a un nivel de dificultad bajo en ocasiones. GameSpy notó cómo la cantidad de opciones y variables mejoró la experiencia multijugador y comentó que «el juego es muy bueno por sí solo, pero sobresale cuando traes amigos a la mezcla». La mecánica de tenis también fue popular, y los críticos elogian la accesibilidad del juego, así como su profundidad en relación con la variedad de tiros disponibles y cómo la posición del personaje afecta el contacto con el balón.
La mayoría de los críticos elogiaron la presentación de Power Tennis, y destacaron especialmente la secuencia inicial del juego. Nintendo World Report aprobó el nivel de detalle dado a las ubicaciones temáticas y las animaciones de los personajes, afirmando que «[avergüenza] incluso a la serie Mario Kart». IGN en general compartió esta opinión, aunque criticaron las animaciones de fondo, comentando que «las multitudes en particular son una masa que se repite de los mismos sprites una y otra vez». Por otro lado, el audio recibió una respuesta mediocre, a pesar de la cómica actuación de voz. Power Tennis vendió 139 000 copias durante su primera semana de lanzamiento en Japón y vendió 377 000 copias en total en el país desde su lanzamiento hasta el 31 de diciembre de 2006. Power Tennis había vendido 296 893 unidades en Norteamérica al 31 de enero de 2005. El juego ocupó la quinta posición en las listas de ventas australianas de GameCube del 16 al 29 de octubre de 2005. Durante la octava edición anual de los Interactive Achievement Awards, Mario Power Tennis recibió una nominación como «Juego de deportes de acción para consola del año» por la Academy of Interactive Arts & Sciences.
A pesar de la recepción mayoritariamente positiva que tuvo la versión de GameCube, la recepción del remake de Wii fue mixta. Tiene una puntuación promedio de 65/100 y 68,19 % en Metacritic y GameRankings respectivamente. Si bien ha sido elogiado por los gráficos del juego original que se mantienen a la altura de los actuales de Wii, muchos editores han encontrado fallas en los controles. El editor de IGN, Mark Bozon, criticó sus controles de movimiento, describiéndolos como imprecisos, por arruinar un «gran juego». La editora de X-Play, Dana Vinson, tampoco le gustaban los controles y también describió el acto de lanzar títulos de GameCube para Wii con controles de movimiento como perezoso. El editor de GamePro, Dave Rudden, criticó el juego por agregar múltiples movimientos a los del Wii Remote y comentó que tendría que tener «el doble de capacidad de respuesta» para que funcione. El editor de Eurogamer, Oli Welsh, criticó tanto los controles inexactos como las mejoras limitadas, afirmando que Wii Sports es una alternativa superior. Si bien el editor de GameDaily, Robert Workman, desaprobó los controles de movimiento, afirmó que todo lo demás funciona. También lo describe como algo agradable con otros tres amigos.
A pesar de la acogida negativa, la versión de Wii ha tenido una recepción positiva. Si bien el editor de Official Nintendo Magazine UK, Tom East, se lamentó de manera similar de los controles de movimiento, sintió que el modo multijugador aún se mantuvo, porque se equilibró ya que los otros jugadores tendrían los mismos problemas con los controles. El editor de 1UP.com, Justin Haywald, estuvo de acuerdo y afirmó que, si bien dificultaba los modos para un jugador, el juego estaba destinado a jugarse con amigos. El editor de Game Informer, Matt Helgeson, sin embargo, encontró que los controles de movimiento eran buenos y comentó que otros desarrolladores deberían aprender de Nintendo. A pesar de esto, el editor de Game Informer, Matthew Kato, describió los controles como regulares. La editora de GameShark, Danielle Riendeau, sin embargo, describió los controles como excelentes, aunque agregó que ocasionalmente interpreta mal sus tiros. En los primeros cuatro días del lanzamiento de la versión de Wii en Japón, Mario Power Tennis vendió 56 000 copias. Al 3 de enero de 2010, había vendido 205 070 copias en Japón.